# Glaubwürdigkeit (Recht)
Die Glaubwürdigkeit eines Zeugen spielt im Rahmen der richterlichen Beweiswürdigung eine Rolle. Ihre Beurteilung gehört zu den Kernaufgaben des Richters, wobei die Erkenntnisse der Vernehmungspsychologie zu beachten sind. Glaubwürdigkeit resultiert aus den Merkmalen:
- Urteilsfähigkeit
- Erinnerungsvermögen[1]
- Wahrheitsliebe

In der Regel ist die Beurteilung der Glaubwürdigkeit Sache des Tatrichters. In Ausnahmefällen kann der Richter jedoch verpflichtet sein, ein Glaubwürdigkeitsgutachten einzuholen.

## Definitionen
Gegenstand der Aussagepsychologie ist nicht die allgemeine Glaubwürdigkeit eines Zeugen im Sinne einer Persönlichkeitseigenschaft, sondern die Beurteilung einer konkreten Aussage innerhalb eines spezifischen Kontexts. Dabei befasst sich die Aussagepsychologie mit der Beurteilung der Aussagetüchtigkeit, der Glaubwürdigkeit spezifischer Zeugenaussagen sowie möglicher Fehlerquellen.
Die Glaubhaftigkeit im weiteren Sinne ist das Ergebnis der Beurteilung, ob die auf ein bestimmtes Geschehen bezogene Aussagen zutreffen. Vier potenzielle Fehlerquellen müssen berücksichtigt werden: Die Wahrnehmung des Sachverhalts, die Speicherung unter Berücksichtigung der jeweiligen Bewusstseinslage, die Wiedergabequalität (Aussagetüchtigkeit) und der Wahrheitsgehalt der Aussage in sich (Glaubhaftigkeit im engeren Sinne).
Die Glaubhaftigkeit im engeren Sinne wird im Regelfall durch den Richter festgestellt; dazu bedient er sich eines Sachverständigen und geht folgendermaßen vor: Es wird zunächst davon ausgegangen, die Aussage sei unwahr (Nullhypothese). Diese Hypothese wird anhand folgender Positivindizien überprüft:
- konkrete, anschauliche Schilderung
- Detailreichtum und Zugeben von Erinnerungslücken
- Schilderung abgebrochener Handlungsketten und von Unverstandenem
- Selbstkorrekturen und Belastungen
- Originalität
- Innere Stimmigkeit (Logische Konsistenz)
- Sachverhaltstypische Details.

Eine bewusste Lüge ist aus dem gespeicherten Allgemeinwissen konstruiert. Die Lügensignale ergeben sich aus dem Umkehrschluss der Realitätskriterien:
- Verlegenheit und Zurückhaltung der Aussagen in der Körpersprache
- Sprachliche Kriterien wie der Freudsche Versprecher
- Unterwürfigkeit oder deren Gegenteil
- Übertreibung der Bestimmtheit der Aussage (Belastungseifer)
- Vorwegverteidigungs- und Entrüstungssymptom
- Kargheit, Abstraktheit und Detailarmut
- Glatte Darstellung (ohne Komplikationen)
- Strukturbrüche.

## Glaubwürdigkeitslehre
Die moderne Glaubwürdigkeitslehre wurde, basierend auf den Untersuchungen Arntzens zur Vernehmungspsychologie, im Wesentlichen von Rolf Bender und Armin Nack entwickelt. Sie beruht auf Verhaltensanalyse, insbesondere aber auf Aussageanalyse.

## Verhaltensanalyse
Die Körpersprache wird auf zehn Warnsymptome und vier Wahrheitszeichen hin beobachtet, deren Aussagekraft zwar nicht frei von Zweifeln ist, die dennoch vorsichtige Aufmerksamkeit verdienen.
Die Warnsymptome sind: Schwitzen, Farbwechsel im Gesicht, trockener Mund, erhöhter Puls, Atemnot, Vermeidung des Blickkontaktes, Veränderung der Stimmlage, nervöses oder verschmitztes Lächeln, Starrheit und verräterische Gesten wie häufige Selbstkontakte mit der Hand im Gesicht, vermehrte seitliche Körperbewegungen auf dem Stuhl, Händezucken, Händeringen, Händereiben, Händezupfen, Fingertrommeln, verkrampfte Hände und Kopfsenken.
Als Wahrheitszeichen werden angegeben: gleichbleibend natürliche Körpersprache im Übergang zwischen unverfänglichen Themen und den entscheidungsrelevanten Fragen, gefühlsmäßiger Nachklang des Erlebnisses, unwillkürliche Kopfbewegungen (Kopfnicken, Kopfschütteln) der sich unbeobachtet glaubenden, weil zu dem Zeitpunkt nicht vernommenen Auskunftsperson und schließlich vorauseilende Körpersprache, bei der Bewegungen das noch nicht in die Lautsprache Umgesetzte vorwegnehmen.
Die Annahme, durch das technische Hilfsmittel eines Polygraphentests (Lügendetektor) körperliche Reaktionen bei einer Befragung so festhalten und auswerten zu können, dass damit der Wahrheitsgehalt von Antworten gemessen werden könne, hat sich als zu technikgläubig erwiesen. Ein Polygraphentest ist daher jedenfalls in Deutschland kein zulässiges Beweismittel.

## Inhalt und Struktur der Aussage
Das heute von der Aussagepsychologie in den Vordergrund gerückte Prüfverfahren ist die an Inhalt und Struktur der Aussage ausgerichtete Aussageanalyse. Bender/Nack haben einen Kriterienkatalog entwickelt, der zum einen Realitätskriterien einer Aussage systematisiert und zum andern sogenannten Lügensignale zusammenstellt. Inzwischen ist man jedoch dazu übergegangen, Letztere als Warnsignale zu bezeichnen.

## Realitätskriterien

### Inhaltliche Realitätskriterien
Detailkriterium: möglichst spontan in die Schilderung einfließende Details machen das Ereignis farbig und einfühlbar und stützen nicht nur das zentrale Beweisthema ab.
Individualitätskriterium: Die Aussage erhält ein unverwechselbares Gepräge von der Persönlichkeit und dem Sprachstil gerade der Auskunftsperson.
Im Rahmen dieser zentralen inhaltlichen Kriterien spielen noch vielfältige Merkmale eine Rolle. Zu nennen sind:
- Wechselbeziehungsmerkmal: Mitteilung des Inhalts wechselseitiger, nicht das Beweisthema bildender Gespräche
- Komplikationsmerkmal: Schilderung von Komplikationen und Hindernissen für eine Zielverwirklichung und deren Überwindung
- Deliktstypikmerkmal: Schilderung typischer Verhaltensweisen im Zusammenhang mit rechtsrelevantem Verhalten, ohne die Rechtsrelevanz zu kennen
- Originalitätsmerkmal: Bekundete Begebenheiten, Ausdrücke oder Gesprächsteile sind geradezu einzigartig
- Gefühlsmerkmal: Schilderung von begleitenden Gefühlen, Einfällen und Assoziationen
- Unverständnismerkmal: Der Zeuge schildert Beobachtungen, die er selbst nicht in einen Zusammenhang einordnen kann, weil er sie nicht verstanden hat
- Mehrdeutigkeitsmerkmal: Schilderung von Missverständnissen oder Mehrdeutigkeiten.

Wichtig ist bei all den genannten Realitätsmerkmalen, dass sie auch in Aussagen anzutreffen sind, bei denen ein einmal gehabtes Erlebnis nur im Hinblick auf Zeit, Ort oder beteiligte Personen verändert wird (gewollte Verlagerung). Um diese Möglichkeit auszuschließen, bietet sich ein Verflechtungskriterium genanntes Prüfkriterium an, das immer dann erfüllt ist, wenn die Gesamtaussage vielfältige Verflechtungen in zeitlicher, örtlicher und personeller Hinsicht aufweist.

### Strukturelle Kriterien
Strukturgleichheitskriterium mit Gleichgewichtsmerkmal und Tempomerkmal:
Die Struktur der Aussage bleibt gleich, unter inhaltlichen Gesichtspunkten (Detailreichtum, Individualität, Verflechtung), unter sprachlichen Gesichtspunkten (Sprachfluss, Satzbau, Ausdrucksweise), unter situativen Gesichtspunkten (Körpersprache, gefühlsmäßige Begleitung),
Gleichgewichtsmerkmal: Bei den für dieselbe Partei günstigen und ungünstigen Teilen der Aussage wird ein gleich gutes Gedächtnis, die gleiche Detailliertheit der Schilderung und die gleiche gefühlsmäßige Beteiligung offenbart.
Tempomerkmal: Farbige Details fließen spontan und zwanglos schon in den Bericht ein, weitere Einzelheiten werden im Verhör prompt nachgeschoben.
Nichtsteuerungskriterium mit Umkehrungsmerkmal und logischem Stützmerkmal;
Nichtsteuerungskriterium: Impulsive und assoziative, wenig chronologisch oder nach anderen Gesichtspunkten geordnete nicht bewusst auf eine bestimmte Überzeugung des Vernehmenden zielende Aussage.
Umkehrungsmerkmal: Nicht chronologisch geordnete, sondern geradezu umgekehrt immer wieder von rückwärts her aufgerollte Aussage.
Logisches Stützmerkmal: Die Auskunftsperson beschreibt ein zunächst sowohl ihr als auch dem Vernehmenden unerklärliches Geschehen, das nach Abschluss der Bekundung nachträglich eine Erklärung aufgrund anderweitiger Informationen findet.
Homogenitätskriterium mit dem gegenseitigen Bestätigungsmerkmal und dem Nichtwiderspruchsmerkmal.
Homogenitätskriterium: Die verschiedenen Details einer Aussage fügen sich trotz verschiedenartiger Anknüpfungspunkte zu einem stimmigen einheitlichen Ganzen zusammen, insbesondere dann, wenn die Aussageweise ungesteuert oder gar sprunghaft ist.
Gegenseitiges Bestätigungsmerkmal: Verschiedene – insbesondere voneinander entfernt liegende – Teile der Aussage bestätigen sich gegenseitig.
Nicht-Widerspruchsmerkmal: Der Zeuge verwickelt sich nicht in Widersprüche, obwohl seine Aussage umfangreich und das Verhör gründlich ist, insbesondere, wenn die Aussage ungesteuert oder sprunghaft ist.

### Wiederholungskriterien
Wiederholungskriterien sind das Konstanzkriterium und das Erweiterungskriterium mit dem Lückenfüllungsmerkmal und dem wechselseitigen Ergänzungsmerkmal. Sie kommen in Betracht, wenn ein Zeuge bei unterschiedlichen Gelegenheiten zu einem bestimmten Erlebnis gehört wird.
Konstanzkriterium: Der vom Zeugen als zentral erlebte Handlungskern wird inhaltlich im Wesentlichen gleich wiedergegeben, während die für ihn unwesentlichen Details Veränderungen unterliegen.
Erweiterungskriterium: Der Zeuge ist bereit und in der Lage, seinen vorhergehenden Bericht erheblich zu erweitern.
Lückenfüllungsmerkmal: Bei der wiederholten Aussage fließen spontan neue Details ein, die sich organisch in das bisher Gesagte einfügen.
Wechselseitiges Ergänzungsmerkmal: Verschiedene Zeugen bekunden unterschiedliche Details.

## Lügensignale
Die erlogene Aussage ist gekennzeichnet durch das Fehlen der soeben angeführten Realitätskriterien und dadurch, dass sie wenigstens einige Merkmale aus den drei Gruppen der Lügensignale: den Verlegenheitssignalen, den Übertreibungssignalen und den Signalen mangelnder Kompetenz aufweist.
Verlegenheitssignale sind das Zurückhaltungssignal mit dem Verweigerungssymptom, dem Verarmungssymptom und dem Fluchtsymptom, das Freud’sche Signal mit dem Versprechersymptom, dem Nicht-Nicht-Symptom und dem Unklarheitssymptom und schließlich das Unterwürfigkeitssignal.
- Zurückhaltungssignal: Der Zeuge will zu den für ihn unwesentlichen Punkten Wahrnehmungen gemacht haben und behauptet, sich daran noch heute zu erinnern, will aber zu den für ihn damals zentralen Punkten keine Wahrnehmungen gemacht haben oder sich heute nicht mehr daran erinnern.
- Verweigerungssymptom: Der Zeuge verweigert jede inhaltliche Erweiterung der gemachten Aussage im Verhör oder lässt sich allenfalls nichtssagende Zusätze abringen.
- Verarmungssymptom: An sich in der Regel schon dürftige unglaubhafte Berichte werden auf Vorhalt von Unmöglichkeiten, Widersprüchen, Unvereinbarkeit mit feststehenden Tatsachen usw. noch weiter (ersatzlos) eingeschränkt, „verarmen“ also.
- Fluchtsymptom: Der Zeuge versucht, vom zentralen Beweisthema weg zu irgendwelchen Nebensächlichkeiten überzugehen, verbeißt sich in Ungenauigkeiten oder unwesentliche Irrtümer der Gegenseite.
- Freud'sches Signal: Die Wortwahl steht im Widerspruch zum Inhalt der Aussage,
- Sprachsymptom: Gewisse Redeweisen und Sprachformen, die für die (halbe) Lüge typisch sind.
- Nicht-Nicht-Symptom: Die Aussage wird allein dadurch viel wahrscheinlicher, dass man immer dort, wo das Wörtchen nicht vorkommt, dieses einfach streicht, und immer dort, wo das Wort nicht zu fehlen scheint, dieses ergänzt
- Unklarheitssymptom: Unbestimmte, ja zweideutige Ausdrucksweise, die den Sachverhalt als Ganzes unklar lässt.
- Unterwürfigkeitssignal: Ein Zeuge schmeichelt dem Richter oder kehrt seine Hilfsbedürftigkeit heraus.

Übertreibungssignale sind das Bestimmtheitssignal mit dem Genauigkeitssymptom und dem Stereotypiesymptom, das Dreistigkeitssignal mit dem Vorwegverteidigungssymptom und dem Entrüstungssymptom und schließlich das Begründungssignal.
- Bestimmtheitssignal: Ein Ereignis wird mit einer Bestimmtheit geschildert, mit welcher die Sicherheit der Erinnerung auffällig betont und insbesondere die Wahrheit der Aussage demonstrativ beteuert wird.
- Genauigkeitssymptom: Auffällige unwahrscheinliche Präzision bei subjektiv unwichtigen und deshalb eher dem Vergessen anheimfallenden Details wie etwa Daten, Zahlen, Namen und Farben.
- Stereotypiesymptom: Der Zeuge wiederholt den Kernpunkt seiner Bekundung auffällig.
- Dreistigkeitssignal: Der Zeuge geht zu Gegenangriffen über, zu denen in der gegebenen Situation kein Anlass ersichtlich ist.
- Vorwegverteidigungssymptom: Der Zeuge verteidigt sich bereits während seiner Schilderung gegen den Vorwurf, er sage falsch aus, obwohl der Vorwurf noch von niemand gegen ihn erhoben wurde.
- Entrüstungssymptom: Die Entrüstung wird demonstrativ dargeboten und wirkt in der vorliegenden Situation überzogen.
- Begründungssignal: Der Zeuge liefert anstelle von Fakten weitschweifige, unnötige oder wenig plausible Begründungen.

Signale mangelnder Kompetenz sind das Kargheitssignal mit dem Abstraktheitssymptom, dem Glattheitssymptom und dem Zielsymptom und das Strukturbruchsignal.
- Kargheitssignal: ein ärmliches Handlungsgerippe mit farbloser Wortwahl und eine, zumindest was den tatsächlichen Kern betrifft, sehr kurze Aussage.
- Abstraktheitssymptom: abstrakte Aussage, allgemeine und unanschauliche Ausdrucksweise und herkömmlich geschilderter Handlungsablauf
- Glattheitssymptom: glatter Handlungsablauf ohne Komplikationen, eng auf das Beweisthema zugeschnittene Schilderung ohne Abweichung auch in Kleinigkeiten
- Zielsymptom: einerseits konsequent ausgerichtete andererseits darauf beschränkte Aussage, den Vernehmenden in einer bestimmten Hinsicht überzeugen zu wollen.
- Strukturbruchsignal: an den Nahtstellen zwischen unstreitigem und unerheblichem Geschehen und dem rechtsrelevanten Kern; Brüche inhaltlicher, sprachlicher oder situativer Natur.

## Kritik
Richter entwickeln zwar eine bestimmte Menschenkenntnis, sind üblicherweise jedoch nicht ausreichend geschult, um Rhetoriktechniken und Fehlschlüsse in ausreichendem Maße erkennen zu können. Zudem unterliegt auch der Richter, wie alle Menschen, kognitiven Verzerrungen und Fehlschlüssen. Hiervon sind selbst Höchstrichter nicht ausgeschlossen. Hinzu können Verzerrungen und Fehlschlüsse kommen, welche im Gesetz kodifiziert oder in Präzedenzfällen verankert sind.

“Emotional truths woven by lawyers in the court of law are apparently more important than the truths of actual events. I have grown to fear for those whose innocence became trapped within the legal system.”

„Emotionale Wahrheiten, welche von Anwälten im Gericht des Gesetzes fabriziert werden, sind scheinbar wichtiger als die Wahrheiten der tatsächlichen Ereignisse. Ich habe Angst um jene entwickelt, deren Unschuld im Rechtssystem gefangen wurde.“

Zudem gilt die Anekdotische Evidenz oft als wichtigste Beweislast, obwohl sie aus wissenschaftlicher Sicht die schwächste Beweislast besitzt.

“No matter what eyewitness testimony is in the court of law, it is the lowest form of evidence in the court of science.”

„Was auch immer die Zeugenaussage vor dem Gericht des Gesetzes ist; es ist die schwächste Form von Beweis im Gericht der Wissenschaft.“

## Rechtsprechung
- BGH, NJW 1998, 2222 (Glaubwürdigkeit und Grundsatz der Beweisunmittelbarkeit)
- BGH, NJW 1997, 1586 (Glaubwürdigkeit und Grundsatz der Beweisunmittelbarkeit)
- BGH, NJW 1991, 3284 (zur Glaubwürdigkeit des Zeugen)
- OLG Karlsruhe, NJW-RR 1998, 789 (zur Glaubwürdigkeit des Zeugen)
- BGH NJW 99, 2746 (Anforderungen an Glaubwürdigkeitsgutachten)